# Werner (Mondkrater)
Werner ist ein Einschlagkrater im Südwesten der Mondvorderseite, östlich des Mare Nubium, südlich des Kraters Blanchinus und südwestlich von Krusenstern.
Der Krater weist ausgeprägte Terrassen und Reste eines Zentralbergs auf.
| Buchstabe | Position          | Durchmesser | Link |
| --------- | ----------------- | ----------- | ---- |
| A         | 27,27° S, 1,02° O | 14 km       |      |
| B         | 26,21° S, 0,62° O | 13 km       |      |
| D         | 27,12° S, 3,11° O | 2 km        |      |
| E         | 27,41° S, 0,62° O | 6 km        |      |
| F         | 25,8° S, 0,67° O  | 9 km        |      |
| G         | 27,64° S, 1,14° O | 8 km        |      |
| H         | 26,68° S, 1,45° O | 16 km       |      |

Der Krater wurde 1935 von der IAU nach dem deutschen Mathematiker Johannes Werner offiziell benannt.
Nordwestlich von Werner kann beim Mondalter von zirka 6,7 Tagen, kurz vor dem Erreichen des ersten Mondviertels der visuelle Effekt Lunar X am Mondterminator beobachtet werden.